# 2014年轮台县爆炸案
2014年轮台县爆炸案，是指于2014年9月21日发生在中國新疆維吾爾自治區轮台县的系列爆炸案，中国官方将此事件定性为“恐怖袭击”。该事件造成6名平民、2名公安民警和2名协警死亡，另有54名平民受伤，40名袭击者被击毙或自爆身亡、另有2人被捕。

## 经过
中國官方称，该袭击事件的組織者为买买提·吐尔逊（已被擊斃），称其2003年从中專学校畢業後，逐漸產生極端思想，并稱他自2008年以来，受宗教激進思想影响，在承包工程中聚集发展成员、形成组织。
2014年9月21日17时许，该组织先后在轮台县阳霞镇一少数民族人士居多的农贸市场、阳霞镇派出所、铁热克巴扎乡派出所、轮台县城一商铺门口等处制造爆炸，造成2名警察、2名协警、6名平民死亡，54名平民受伤（维吾尔族32名、汉族22名，其中3名重伤）。有40名襲擊者自爆身亡或被警察擊斃（买买提·吐尔逊被击毙），另有2名襲擊者被抓獲。
2015年，因轮台县一些单位、部门负责人负有责任，县委书记刘福林、县长吐尔逊江·阿不都力木等17人受到党纪政纪处分。